# De Koel
De Koel nebo celým názvem podle sponzora Seacon Stadion – De Koel je fotbalový stadion v nizozemském městě Venlo a je domovem klubu VVV-Venlo. Kapacita je 8 000, z toho je 1 500 míst ke stání. Otevřen byl 19. března 1972 inauguračním zápasem mezi VVV-Venlo a Camburem, který skončil remízou 1:1. V roce 2007 prošel modernizací poté, co klub postoupil do nizozemské nejvyšší ligové soutěže Eredivisie. Od roku 2005 přijal název Seacon Stadion jako smluvní závazek vůči sponzorovi.
De Koel je jedním z nejmenších stánků v Eredivisii, klub proto plánuje přestěhování do většího.

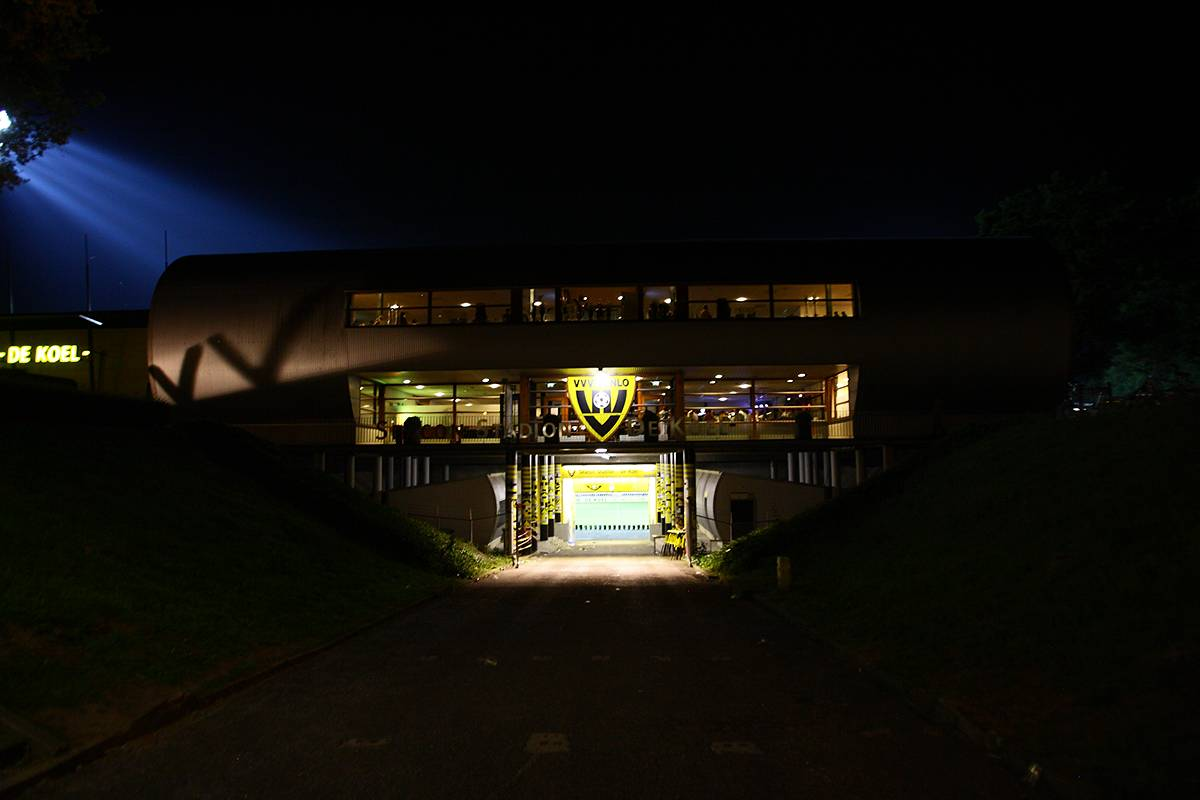
Vjezd do objektu stadionu.

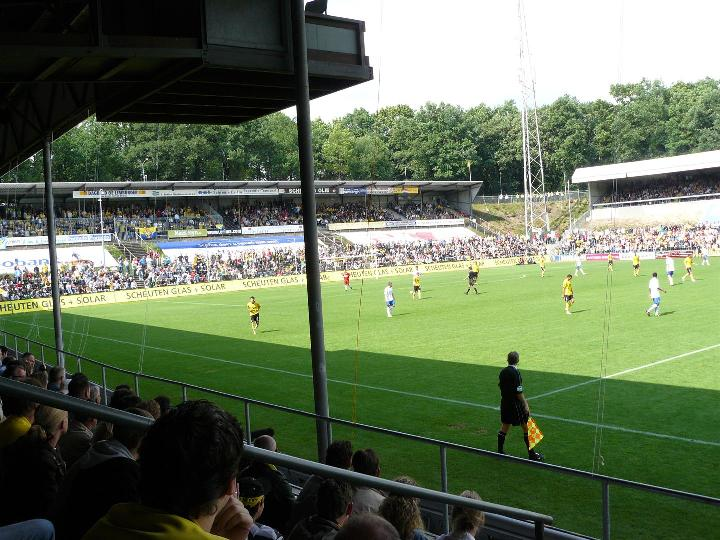
Pohled na stadion.